# Яо Азьявону
Яо Азьявону (фр. Yao Aziawonou, нар. 30 листопада 1979, Ломе) — тоголезький футболіст, що грав на позиції півзахисника. Майже всю кар'єру виступав за швейцарські клуби.
Грав, зокрема, за «Базель» і «Янг Бойз», а також національну збірну Того, у складі якої брав участь у чемпіонаті світу 2006 року та двох кубках африканських націй.

## Клубна кар'єра
Народився 30 листопада 1979 року в місті Ломе. У дорослому футболі дебютував 1996 року виступами за команду «Етуаль Філант» в рідному чемпіонаті Того. Своєю грою за цю команду привернув увагу представників тренерського штабу французького «Нанта», до складу якого приєднався 1997 року. Проте виступав виключно за дублюючу команду, так і не пробившись в основу.
У наступному сезоні він переїхав до Швейцарії, ставши гравцем «Сьйона», з яким у сезоні він зіграв лише 5 матчів. Потім перебрався до «Ванген-Ольтена» з Першої Ліги, третього за рівнем дивізіону країни.
У 2000 році Яо повернувся до елітного дивізіону, ставши гравцем «Базеля», але за півтора року зіграв лише у 16 матчах Суперліги, через що був відданий в оренду «Тун», за який Азьявону відіграв ще півтора сезони. Відразу після повернення до «Базеля» його знову запозичено, на цей раз в «Серветт», де він залишився лише на один сезон.
У сезоні 2004/05 Азьявону також на правах оренди грав за «Янг Бойз», після чого підписав з клубом повноцінний контракт. У 2006 році здавався в оренду «Люцерну», а потім повернувся до «Юних хлопчиків», де він залишався до червня 2007 року, до закінчення його контракту, який не було подовжено через травму, яку він зазнав у матчі за збірну.
Протягом 2006—2009 років захищав кольори «Вінтертур», з яким зіграв 20 матчів у Челлендж-лізі, другому дивізіоні. Залишившись безперешкодно, у 2009—2010 роках він прийшов до Гренчен, бойової команди в Першій Лізі.
Завершив професійну ігрову кар'єру у клубі «Гренхен», за який виступав протягом сезону 2009/10 років у третьому дивізіоні країни. Тим не менше 2013 року відновив кар'єру і пограв у четвертому швейцарському дивізіоні за «Конкордія» (Базель).

## Виступи за збірну
1995 року дебютував в офіційних матчах у складі національної збірної Того.
У складі збірної був учасником Кубка африканських націй 2000 року у Гані та Нігерії, Кубка африканських націй 2006 року в Єгипті, чемпіонату світу 2006 року у Німеччині, де зіграв у матчі проти французів і південнокорейців.
Протягом кар'єри у національній команді, яка тривала 12 років, провів у формі головної команди країни 34 матчі, забивши 1 гол.